# Sam Presti
Pour les articles homonymes, voir Presti.
Sam Presti, né en 1976 à Concord, Massachusetts, est l'actuel manager général de la franchise américaine de NBA du Thunder d'Oklahoma City, poste auquel il a succédé le 7 juin 2007 à Rick Sund.

## Biographie
Sam Presti est titulaire depuis 2000 d'un bachelor en communication, politique et droit de l'Emerson College de Boston.
Après avoir rejoint les Spurs de San Antonio en 2000, Sam Presti est nommé directeur adjoint du recrutement de la franchise en 2002. En 2005 il est promu comme adjoint au manager général des Spurs, R. C. Buford.
Le 7 juin 2007 il est embauché par les SuperSonics de Seattle comme manager général (GM) de la franchise. Le 22 juillet 2010 son contrat est renouvelé.

## Principales transactions
Lorsqu'il était en poste comme recruteur pour la franchise texane, Sam Presti fut le principal artisan de la venue de Tony Parker aux Spurs lors de la draft 2001.
Afin de diriger les Supersonics, Sam Presti embauche P.J. Carlesimo comme entraîneur de l'équipe. Ils avaient tous deux auparavant travaillé ensemble lorsque Carlesimo était assistant entraîneur aux Spurs tandis que Presti était adjoint au manager général de ces mêmes Spurs.
La première saison de Sam Presti en tant que general manager fut la pire saison de l'histoire des SuperSonics, qui enregistrèrent un bilan de 20 victoires pour 62 défaites. À quelques semaines de la fin de la saison, la ligue a autorisé le déménagement de l'équipe à Oklahoma City qui fut renommé par la suite en Thunder d'Oklahoma City.
Au cours de sa deuxième saison à la tête de la franchise, Sam Presti prit notamment la décision le 22 novembre 2008 de virer l'entraîneur Carlesimo à la suite d'une série de douze défaites en treize match de saison régulière. Presti nomma alors l'entraîneur adjoint du Thunder, Scott Brooks en tant qu'entraîneur de l'équipe par intérim. Ce dernier réussit alors à redresser l'équipe qui termina la saison régulière avec 22 victoires pour 47 défaites. Sam Presti fit également transférer Thabo Sefolosha en provenance des Bulls de Chicago en échange d'un futur choix à la draft. Presti tenta aussi de transférer Tyson Chandler des Pelicans de La Nouvelle-Orléans contre Chris Wilcox et Joe Smith mais ce trade fut un échec car Tyson Chandler manqua son évaluation physique.